# Comuna de Boniewo
Boniewo (polaco: Gmina Boniewo) é uma gminy (comuna) na Polónia, na voivodia de Cujávia-Pomerânia e no condado de Włocławski. A sede do condado é a cidade de Boniewo.
De acordo com os censos de 2004, a comuna tem 3582 habitantes, com uma densidade 46,1 hab/km².

## Área
Estende-se por uma área de 77,72 km², incluindo:
- área agricola: 86%
- área florestal: 5%

## Demografia
Dados de 30 de Junho 2004:
|                      | Total   | Total | Mulheres | Mulheres | Homens  | Homens |
| -------------------- | ------- | ----- | -------- | -------- | ------- | ------ |
|                      | pessoas | %     | pessoas  | %        | pessoas | %      |
| População            | 3582    | 100   | 1802     | 50,3     | 1780    | 49,7   |
| Densidade (pop./km²) | 46,1    | 100   | 23,2     | 23,2     | 22,9    | 22,9   |

De acordo com dados de 2002, o rendimento médio per capita ascendia a 1300,96 zł.

## Comunas vizinhas
- Choceń, Chodecz, Izbica Kujawska, Lubraniec